# 克里姆查克人

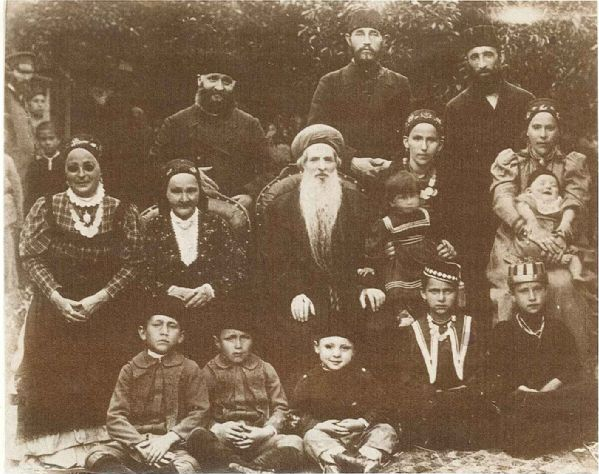
一个克里姆查克家族的全家福，摄于19世纪90年代

克里姆查克人是生活在克里米亚信奉拉比猶太教说突厥语言（克里姆查克语）的民族。历史上他们与犹太教卡拉派的卡拉伊姆人毗邻居住。当今克里姆查克人人口大概在1200人至1500人之间，主要分布在以色列、乌克兰和俄罗斯。